# NGC 7388
NGC 7388 — звезда в созвездии Пегас.
Этот объект входит в число перечисленных в оригинальной редакции «Нового общего каталога».